# Riesen-Scheidenstreifling
Der Riesen- oder Doppeltbescheidete Scheidenstreifling (Amanita ceciliae) ist ein Ständerpilz aus der Familie der Wulstlingsverwandten (Amanitaceae). Er ist gekennzeichnet durch große Fruchtkörper mit braunem Hut, ringlosem Stiel und grauer Gesamthülle. Die Art gilt als selten und kommt in europäischen sowie nordamerikanischen Wäldern vor.

## Merkmale

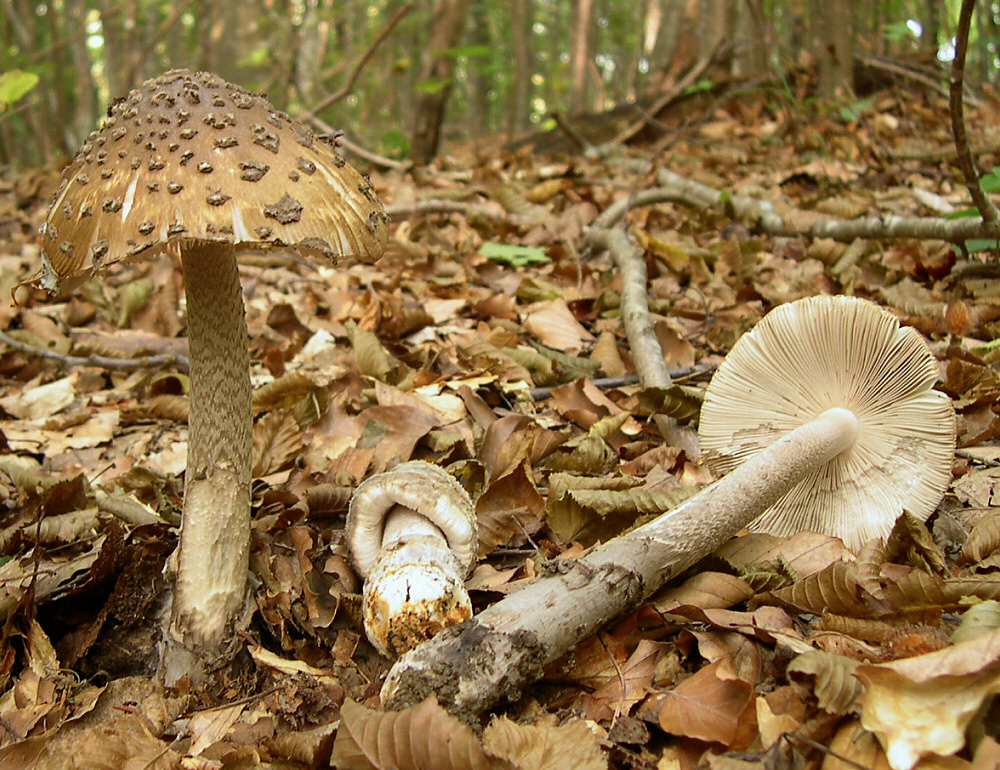
Eine Sammlung von Riesen-Scheidenstreiflingen mit typischer Zeichnung aus den Bergen von Piacenza

### Makroskopische Merkmale
Der Hut wird 7–15, selten bis 25 cm im Durchmesser, die Form ist zunächst eiförmig und breitet sich zu einer flachgewölbten oder abgeflachten Form aus. Er hat einen aufgeschlagenen, stark gerieften Hutrand und einen leichten Buckel. Die Oberfläche ist in der Mitte dunkler und zum Rand hin heller in Graubraun bis Braunschwarz gefärbt, glatt und feucht etwas klebrig. Charakteristisch sind darauf verteilte lose, flauschige, kohlegraue Flecken von Volva-Resten. Die Flecken sind leicht ablösbar. Die Hutfarbe ist oft veränderlich und es sind blasse Formen bekannt: Amanita inaurata f. decolora Parrot und Amanita ceciliae var. pallida Ricek. Amanita inaurata var. royeri Maire ist eine aschschwarzhütige Varietät. Reaktionstests auf der Hutoberfläche mit Kalilauge fallen negativ aus. Das dünne, zarte und brüchige Hutfleisch schmeckt mild und riecht schwach, aber nicht besonders. Es ist weißlich und bleibt im Anschnitt unverfärbt. Die breiten und bauchigen Lamellen stehen frei, gedrängt und sind weiß gefärbt. Die Lamellenschneiden sind flockig besetzt. Der zylindrische und an der Spitze verjüngte Stiel ist 7–20 cm lang und bis zu 3 cm stark. Er ist innen locker ausgestopft und später hohl. Die Oberfläche ist schmutzig weiß bis blass bräunlich und etwas dunkler, bänderartig und feinflockig genattert. Der ringlose Stiel ist um die Basis und das untere Stielteil mit zerbrechlichen, wattigen und bräunlichen oder holzkohlefarbenen Volva-Resten schräg gegürtelt. Die Scheide ist weißlich bis gräulich, puderig und brüchig.

### Mikroskopische Merkmale
Die Sporen sind weiß, sphärisch und nicht amyloid. Sie messen 10,2–14 Mikrometer. Gewöhnlich finden sich ein paar „Riesen“-Sporen in einem Wall von Lamellengewebe. Es finden sich keine Schnallen an den Ansätzen der Basidien.

## Artabgrenzung
Gefährlich wären Verwechslungen mit anderen giftigen Wulstlingen, zu denen die giftigsten europäischen Pilze zählen. Allerdings ist der Riesen-Scheidenstreifling durch die großen Abmessungen und die Gestalt der Fruchtkörper, die 2–3 Ringzonen an der Stielbasis und das Fehlen eines Stielrings gut gekennzeichnet. Ansonsten kämen noch Verwechslungen mit anderen Scheidenstreiflingen infrage. Die potenziellen Doppelgänger entwickeln aber allesamt kleinwüchsigere Fruchtkörper. Ebenfalls auf kalkhaltigen Böden wächst der sehr ähnliche Hellflockige Scheidenstreifling (Amanita beckeri), dessen zunächst weiße Volva sich später etwas bräunlich verfärbt. Der Grauhäutige Scheidenstreifling (Amanita submembranacea) besiedelt saure Böden in Bergnadelwäldern.

## Verbreitung, Ökologie und Phänologie
In Europa ist Amanita ceciliae von Osten bis Westen und Norden bis Süden weit verbreitet, aber selten anzutreffen. Er bewohnt oft Laubwälder mit Hainbuchen (Carpinus), Eichen (Quercus), Buchen (Fagus) und Birken (Betula), aber er kann selten auch mit Nadelbäumen vorkommen: Kiefern (Pinus), Tannen (Abies), Fichten (Picea) und Zedern (Cedrus). Er bevorzugt neutrale bis kalkhaltige oder auch lehmige Böden.
Er fruchtet von (Juni) Juli bis September (Oktober).
In Nordamerika findet er sich hauptsächlich in Gebieten östlich des Mississippi River, ähnliche Pilze kommen jedoch auch im Pazifischen Nordwesten, dem Südwesten und in Texas vor. Sie leben bevorzugt in Mykorrhiza-Gemeinschaft mit sowohl Laub- als auch Nadelbäumen. Sie wachsen alleine, verteilt oder gesellig während Sommer oder Herbst. Seine Verbreitung ist hauptsächlich im Osten, wobei es auch Berichte aus dem Pazifischen Nordwesten gibt, dem Südwesten und in Texas (anscheinend in Beziehung mit Pekannuss-Bäumen).
Es gibt Spekulationen, dass nordamerikanische Exemplare möglicherweise von einer anderen, noch unbeschriebenen Spezies sein könnten, als der europäischen Art Amanita ceciliae.

### Gefährdung
Der Riesenstreifling (Amanita ceciliae) steht in gesamt Deutschland auf der Roten Liste der gefährdeten Arten und ist mit Rl3(gefährdet) angegeben.

## Systematik und Taxonomie
Er wird der Sektion Vaginatae der Gattung der Wulstlinge (Amanita) zugeordnet. Die Erstbeschreibung stammt aus dem 1833 veröffentlichten Werk „Mycographie suisse“ von Louis Secretan, welcher ihn dort als „Amanita inaurata“ beziehungsweise als „Amanite brun doré“ bezeichnete, und wurde 1874 von Claude-Casimir Gillet in „Les Hyménomycètes“ validiert.

## Bedeutung

### Speisewert
Er ist roh etwas giftig, jedoch nach gründlichem Erhitzen essbar und wird als Speisepilz genutzt. Er genießt kein besonderes Ansehen für seinen Speisewert.

### Inhaltsstoffe
Die Fruchtkörper bestehen im Wesentlichen zu über 40 Prozent aus Kohlenhydraten, gut 30 Prozent Proteinen, knapp 10 Prozent Feuchtigkeit, gut 10 Prozent Asche und knapp 6 Prozent Fettgehalt. Sie weisen einen relativ sehr hohen Anteil an Radikalfänger-Stoffen auf.